# مانو خلیل
مانو خلیل (۱۹۶۴ در قامشلی- ) فیلمبردار، کارگردان و تهیه‌کننده کُرد سوریه‌ای-سوئیسی است.
در اوت ۲۰۲۱ نشریۀ سوئیس اینفو مانو خلیل را بخشی از ثروت فرهنگی کشور سوئیس معرفی کرد که با فیلم‌هایش جوایز و افتخارات زیادی را نصیب جامعۀ فرهنگی سوئیس کرده‌است.

## زندگی‌نامه
مانو خلیل طی سال‌های ۱۹۸۱ تا ۱۹۸۶ به تحصیل تاریخ و حقوق در دانشگاه دمشق پرداخت. وی در سال ۱۹۸۷ به چکسلواکی رفت تا به تحصیل فیلمسازی و داستان بپردازد. وی در سال‌های ۱۹۹۰ تا ۱۹۹۵ به عنوان فیلمساز مستقل، در ابتدا برای تلویزیون چکسلواکی و پس از تقسیم کشور به دو بخش برای تلویزیون اسلواکی کار می‌کرد. مانو خلیل از سال ۱۹۹۶ در سوییس زندگی می‌کند و به عنوان تهیه‌کننده و فیلمساز مستقل به فعالیت می‌پردازد.

## فیلمشناسی
- ۱۹۹۰ - خدای من، فیلم کوتاه داستانی، ۲۰ دقیقه، ۱۶ میلیمتری، برای تلویزیوت چکسلواکی.
- ۱۹۹۲ - جایی که خدا می‌خوابد، فیلم کوتاه مستند، ۳۰ دقیقه، ۱۶ میلیمتری، برای تلویزیون چکسلواکی.
- ۱۹۹۵ - سینما-چشم، فیلم کوتاه مستند، ۲۰ دقیقه، ۱۶ میلیمتری، برای تلویزیون اسلواکی.
- ۱۹۹۹ - پیروزی آهن، فیلم کوتاه داستانی، ۳۱ دقیقه، بتا SP.
- ۲۰۰۳ - رؤیاهای رنگی، فیلم بلند داستانی، ۵۲ دقیقه، تولید مشترک با تلویزیون SF سوییس.
- ۲۰۰۵ - انفال: به نام الله، بعث و صدام.
- ۲۰۰۷ - دیویدِ تولهلدان، فیلم بلند مستند، ۵۴ دقیقه، تولید مشترک با تلویزیون SF, TSR و TSI سوییس.
- ۲۰۰۹ - خانه من، زندان من، فیلم کوتاه مستند، ۳۳ دقیقه.
- ۲۰۱۰ - باغ بهشت ما، فیلم بلند مستند، ۹۷ دقیقه، برای تلویزیون SF, TSR و TSI سوییس و تلویزیون 3 Sat آلمان.
- ۲۰۱۳ - پرورش دهنده زنبور عسل، فیلم بلند مستند، ۱۰۵ دقیقه، برای فرنتیک فیلمز.